# 橫川 (墨田區)
橫川（日语：／ Yokokawa */?）是東京都墨田區的地名，設一丁目至五丁目。郵遞區號為130-0003。

## 地理
位於東京都墨田區南部，屬本所地域。北臨業平，東與江東區龜戶之間以橫十間川為界，南接太平，西與東駒形、本所之間以大橫川為界。町域東邊是墨田區-江東區區界。
町域中央有東西向春日通貫通，南北向的四目通地下為東京地下鐵半藏門線。
町域由西向東為橫川一丁目、二丁目、三丁目，四目通以東為四丁目、五丁目。

## 歷史
1931年（昭和6年）成立橫川橋一～五丁目。1967年（昭和42年）實施新住居表示，為現行的橫川。

### 地名由來
來自大橫川上的橫川橋，後保留「橫川」二字作為町名。

## 設施
- 墨田區役所橫川出張所
- 本所消防署
- 本所警察署
- 墨田區立柳島小學校
- 東京都立深川商業高等學校

## 交通
道路
- 東京都道453號本鄉龜戶線（春日通）
- 東京都道465號深川吾嬬線（四目通）

橋梁
- 橫十間
  - 栗原橋
- 大橫川
  - 橫川（春日通）

## 備註
1. ↑  墨田区世帯人口現況8月分[永久]

## 外部連結
- 墨田區官方網站 （页面存档备份，存于）